# Сільський господар
Ця стаття про господарське товариство у Галичині. Про кооперативне товариство у Харкові див. статтю Сільський Господар (об'єднання).
«Сільський господар» — українське господарське товариство у Галичині у (1899–1944).

## Історія товариства

### Австрійський період
Засноване у 1899 у місті Олесько Золочівського повіту (тепер Золочівський район Львівської обл.) священиками о. Томою (голова товариства до 1908) і о. Юліяном Дуткевичами з метою покращення добробуту селян через піднесення сільського господарства і захист селянських інтересів. Діяльність товариства була спершу обмежена Золочівським повітом.
З 1903 керівні органи товариства діяли у Львові.
1904 — реорганізоване в двоступеневе крайове господарське товариство з правом засновувати філії в Галичині. Діяльність «СГ» була далі незначна, і на початку 1909 товариство мало лише 5 філій і 700 членів. Організатором гуртків і філій «СГ» був Йосиф Раковський.
1909 — почався інтенсивний розвиток товариства. Після проведення Першої хліборобської виставки в Стрию, організованої товариством «Просвіта», на загальних зборах змінено статут «СГ» і поширено рамки його діяльності (захист станових інтересів українських хліборобів), проведено нову реорганізацію (три організаційні ступені: централя, філії по повітах і гуртки по селах).
1909—1917 — товариство очолював Євген Олесницький, завдяки якому «СГ» здобув значний авторитет серед українського селянства (найближчі його співпрацівники — о. С.Онишкевич і Г.Величко). Реорганізоване товариство реально поширило діяльність на всю Галичину й перебрало на себе майже всю працю, яку доти вели в ділянці сільського господарства «Просвіта» й кооперація.
У 1910 «СГ» мав уже 85 філій, 317 гуртків, 12 500 членів, у 1913 — 88, 1 325, 32 300 відповідно. Напрямками діяльності т-ва були: правовий захист селян перед державною і крайовою владою та самоврядуванням, влаштування профільних освітніх курсів і шкіл для селян, засновування дослідних полів, розплідників плодових дерев, зразкових садів, пасік, стаєнь, курників, вівчарень, поширення найновіших с.-г. машин і знарядь (зокрема через спільне користування машинами та реманентом), землевпорядкування сіл, організація садівничо-городницької школи в Скнилові під Львовом, видавнича діяльність.
Близько ста діячів «СГ» працювали безкоштовно, всіх службовців було 15 (зокрема 4 агрономи).
1911 — для справ постачання та збуту с.-г. продуктів було засновано Синдикат «Сільського Господаря» та «Крайовий союз для хову і плекання худоби», які зі своїх прибутків давали гроші на потреби «СГ».
Також товариству надавав субвенції Галицький Крайовий Виділ. Близько ста діячів «СГ» працювали безкоштовно, всіх службовців було 15 (зокрема 4 агрономи).
«Сільський Господар» був видавцем двотижневика «Господарський Часопис» (з 1910), серії брошур «Бібліотека Сільського Господаря» (27 брошур).
1913 року стараннями товариства в Кутах заснований «Комітет рятунковий Гуцульщини», у зв'язку з неврожаєм та великою осінньою повінню попереднього 1912 року і голодом. Комітет збирав пожертви, подавав прохання, клопотався для здобуття грошової помочі або роботи нужденним.
Перша світова війна припинила на деякий час працю «СГ».
1915 — товариство почало відбудовувати знищені війною господарства; цю працю полегшувало визнання австрійською владою «СГ» як головного об'єднання українських хліборобів і призначення на його діяльність відповідних державних дотацій.
З кінця 1918 до травня 1919 «СГ» діяв у тій частині Галичини, яка була під владою ЗУНР.

### Польський період
1919—1920 — після захоплення Галичини Польщею окупаційна влада забороняла діяльність товариства, а після відновлення роботи чинила перешкоди його розвитку.
1920-1927 — діяльність «СГ» була незначна: праця централі цілком занепала, кількість філій зменшилася до 10 (1924), друкований орган «СГ» з зміненою з 1921 назвою «Господарсько-кооперативний часопис» перейшов 1922 до РСУК, з яким «СГ» почав близько співпрацювати.
У 1920-х рр. товариством керували о. Тит Войнаровський-Столобут (1919—1924) та Михайло Луцький (1924—1927).
Новий етап піднесення у діяльності товариства розпочався у 1927 завдяки сприянню Спілки українських агрономів і фінансовій допомозі української кооперації.

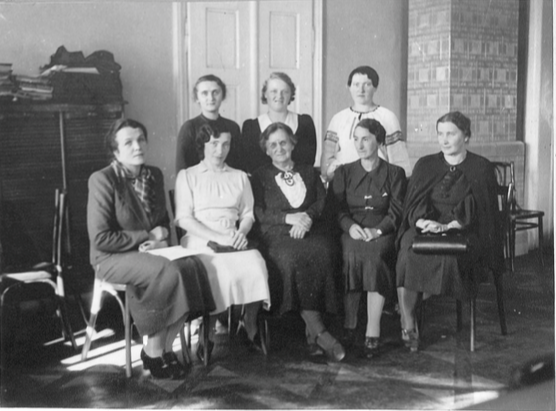
Члени президії першого з'їзду інструкторок «Сільського Господаря», 1937 р. Стоять зліва направо: Оксана Дучимінська, Харитя Кононенко, Марія [?]. Сидять зліва направо: Ірена Павликовська, Олена Штогрин (з Америки), Олена Киселівська, Ірена Домбчевська, Олена Степанів-Дашкевич

Фактичне відновлення праці «СГ» відбулося 1927, на що вплинули українські агрономи (їхня кількість у Галичині порівняно з 1914 значно збільшилася), об'єднані з 1927 у Спілці Українських Агрономів, та допомога української кооперації, яка перебрала на себе фінансування праці «СГ».
У середині 1929 р. змінили статут товариства: керівництво його відтоді складалося з Головної ради та Президії, які контролювали працю дирекції, що вела всю практичну роботу. Головами Ради були: Юліан Павликовський (1927—1929), о. Т.Войнаровський-Столобут (1929—1936) і Мирон Луцький (1936—1939); головою дирекції з 1925 був Євген Храпливий (визначний ідеолог і практик суспільної агрономії в Галичині), члени: М.Холевчук, І.Лапчук, І.Лисий, Богдан Гнатевич і А.Романенко. При товаристві були створені фахові секції: агротехнічну, садівничо-городницьку, зоотехнічну, годівлі свиней, овець, птиці, пасічницьку, рибальську, шовківницьку та ін.
1932 — зорганізовано Хліборобський Вишкіл Молоді під керівництвом Є.Храпливого (інші діячі: Є.Томашівський, Г.Еліяшевський, В.Дмитренко, А.Романенко, Р.Голод тощо). 1938 він об'єднував у 1 180 гуртках (у 550 селах) 13 080 хлопців і 4840 дівчат; вони навчалися З роки теорії і практики с/г під опікою інструкторів, вишколених на спеціальних курсах (практику відбували на батьківських полях чи в стайнях). Секція сільських господинь (1936—1939) готувала при допомозі своїх інструкторок фахові сили, які в сотнях сіл вели курси хатнього господарства, куховарства, кравецтва, птахівництва тощо (голова — О.Кисілевська, заступниця голови — Т.Павликовська, організаторки: X.Кононенко, І.Домбчевська).
«СГ» провадив 8 зразкових господарств, с/г школу в Коршові, вищі с/г курси в Янчині (для вишколу інструкторів різних секцій і помічників агрономів).
«СГ» тісно співпрацював з РСУК — спільно влаштовували курси та вишколи, чимало діячів одночасно працювало в обох установах; основу фінансування праці «СГ» давала кооперація.
Кількість філій по Галичині змінювалося в залежності від лояльності влади до роботи «СГ»: 1910 — 85 філій, 1927 — 52, 1939 — 60, 1944 — 66.
Поширенню «СГ» на Волині перешкоджала польська влада. Проте деякий час діяли філії у Луцьку (з 1928; голови — В. Островський, Р.Клос; аґроном М.Нищий; 1937 ліквідована владою) та Крем'янці (заснована заходами Бориса Козубського, діяла недовгий час — 1932—1933).
Розвиток «СГ» видно з таблиці:
| Роки | Філії | Гуртки | Члени   | Фаховий персонал |
| ---- | ----- | ------ | ------- | ---------------- |
| 1910 | 85    | 317    | 12500   | 4                |
| 1918 | 88    | 1815   | 83 400  | 9                |
| 1927 | 52    | 112    | 18 400  | 15               |
| 1932 | 73    | 1928   | 45400   | 25               |
| 1939 | 80    | 2040   | 160000  | 167              |
| 1944 | 66    | 2 040  | 250 000 | 250              |

### Друга світова війна
1939 — радянська влада ліквідувала товариство. На території Генеральної губернії завдяки директорові Л.Бачинському продовжувала діяти філія «СГ» в Ярославі, яка перебрала на себе обов'язки централі, хоча фактично обслуговувала лише селян на Засянні. Було видано 17 чисел місячника «Сільський господар» та близько 10 книжечок і календар «СГ».
У Кракові працювало ще Обласне Товариство «Сільський господар» (1940—1941), пов'язане з УЦК (мало 130 гуртків на Лемківщині й Надсянні).
Згодом деякий час «СГ» функціонував у Львові (голова Є. Храпливий).
1941 — коли німці окупували всю Галичину, «СГ» відновив свою діяльність у Львові (голова товариства Є.Храпливий, директор — Ярослав Зайшлий). У нових умовах «СГ» діяв у тісному контакті з Львівською Хліборобською Палатою (її директорм був також Є.Храпливий) як фаховий союз хліборобів (під німецьким контролем). Попередню 3-ступневу організацію товариства треба було замінити (згідно з адміністративно-територіальним поділом Генеральної Губернії) на 4-ступневу: централя, округові товариства, повітові філії, гуртки.
Господарське товариство «Сільський господар» діяло і на Волині, приміром, Рівненське обласне господарське товариство «Сільський господар» випускало часопис «Український хлібороб» (січень — жовтень 1942), редактором якого був інженер-агроном Петро Колесник (розстріляний 18 листопада 1943)
1944 — «Сільський господар» остаточно припинив свою діяльність.

## Діячі товариства
Серед діячів товариства «Сільський господар» були: О.Дучимінська, П.Зелений, М.Хроновят, М.Творидло, В.Вакуловський та ін.

## Видавнича діяльність товариства
Товариство видавало періодичні видання:
- двотижневик «Сільський господар» (з 1926, ред. Є.Храпливий, П.Дубрівський, пізніше — Л.Бачинський, Іван Драбатий)
- місячник «Український пасічник» (з 1928, редактор Михайло Боровський)
- місячник «Практичне садівництво» (з 1933, ред. М.Боровський)
- місячник «Хліборобська молодь» (з 1934, ред. А.Романенко)
- місячник «Сад і город» (1939).

У міжвоєнний період видано понад 120 популярних брошур з усіх ділянок сільського господарства (за весь час існування — близько 180).
З 1928 щорічно виходив популярний серед селян "Календар «Сільського господаря».
За редакцією Є.Храпливого почали друкувати «Сільсько-Господарську енциклопедію».
Видавалося сотні летючок, афіш, картинок, інколи стінні газети.
У 1941—1944 було відновлено видання журналів «Сільський господар» (ред. Іван Драбатий) і «Український пасічник» (ред. І.Яцура), виходили календарі та невелике число книжечок (їх видавцем було німецьке «Хліборобське видавництво»).